# Igreja de Santa Catarina (Valência)
A Igreja de Santa Catarina Mártir (em castelhano:  Iglesia de Santa Catalina Mártir, em catalão:  Església de Santa Caterina Màrtir) é um dos edifícios góticos valencianos que situa-se na cidade espanhola de Valência. Foi construída no bairro da catedral, na atual praça Lope de Vega, sobre uma antiga mesquita. No século XIII recebeu o posto de paróquia. Possui três naves, com contrafortes laterais, onde foram construídas as capelas e o deambulatório.
No século XVI o edifício foi reformado com o estilo classicista correspondente à decoração renascentista. Após um incêndio ocorrido em 1548, o templo foi parcialmente reconstruído. Em 1785, recebeu um aspecto barroco. Em 1981 foi declarado Bem de Interesse Cultural.